# Los Alamos Neutron Science Center
El Centro de Ciencias de Neutrones de Los Alamos (nombre original en inglés: Los Alamos Neutron Science Center, LANSCE), anteriormente conocido como Los Alamos Meson Physics Facility (LAMPF), es uno de El aceleradores lineales más potentes del mundo. Está ubicado en el Área Técnica 53 del Laboratorio Nacional de Los Álamos (Nuevo México). Cuando se inauguró en junio de 1972, era el acelerador lineal más potente del mundo. La tecnología utilizada en el acelerador fue desarrollada bajo la dirección del físico nuclear  Louis Rosen. La instalación es capaz de acelerar protones con energías de hasta 800 MeV. Múltiples líneas de luz permiten realizar varios experimentos a la vez, y la instalación se utiliza para diversos tipos de investigaciones, como pruebas de materiales y ciencia de neutrones. También se utiliza para la producción de radioisótopos médicos.
El LANSCE proporciona a la comunidad científica fuentes intensas de neutrones con la capacidad de realizar experimentos relacionados con investigaciones tanto de seguridad nacional como de carácter civil. Las agencias y programas del Departamento de Energía (la Administración Nacional de Seguridad Nuclear, la Oficina de Ciencia, Oficina de la Energía Nuclear y la Oficina de Ciencia y Tecnología) han sido los principales patrocinadores del LANSCE, que también presta servicios a una comunidad internacional de usuarios que realiza diversas investigaciones básicas y aplicadas de vanguardia.

## Historia
Desde 1972, el acelerador (diseñado para trabajar con una potencia de 800 millones de electronvoltios -MeV-) y sus instalaciones adjuntas en el Área Técnica 53 del Laboratorio Nacional de Los Álamos han sido un recurso para una amplia comunidad internacional de investigadores científicos. La Instalación de Física de Mesones de Los Álamos (LAMPF), como se llamaba originalmente, recibía alrededor de 1000 usuarios al año para realizar experimentos de física de energía media.
En 1977, se encargó una fuente de neutrones por espalación pulsada para suministrar neutrones moderados (los neutrones más rápidos se ralentizan al pasar a través de diversos materiales) y no moderados para experimentos de tiempo de vuelo en la instalación llamada Centro de Investigación de Neutrones de Armas (WNR). Los experimentos de dispersión de neutrones se iniciaron inmediatamente, y en 1983 la Oficina de Ciencias Energéticas Básicas (BES) del Departamento de Energía estaba financiando un programa formal como usuario. A partir de 1985, con la finalización del Anillo de Almacenamiento de Protones que comprime pulsos de protones con duraciones de 750 microsegundos a un cuarto de microsegundo, se estableció el Centro de Dispersión de Neutrones de Los Álamos, ahora conocido como Centro Luján, mientras que el WNR se expandió a otras fuentes de espalación en el haz del acelerador.
En 1995, el LAMPF pasó a llamarse Centro Científico de Neutrones de Los Alamos (LANSCE) para reflejar la amplia base de investigación de neutrones que se lleva a cabo en nombre del programa de armas y la investigación básica. Simultáneamente, el nombre de la instalación de dispersión de neutrones BES se cambió de LANSCE a Centro de dispersión de neutrones Manuel Luján Jr. En 1996, se estableció un Memorando de Entendimiento (MOU) entre las Oficinas de Investigación Energética y el Departamento de Energía a través de sus Programas de Defensa, con el fin de definir la administración de la instalación y sus áreas experimentales en el contexto del nuevo programa de Administración de Arsenales Basado en la Ciencia. En 2001, el MOU se reescribió para incluir tres ramas del Departamento de Energía (DOE): el Programa de Defensa de la Administración Nacional de Seguridad Nuclear, la Oficina de Ciencias y la Oficina de Energía Nuclear; de manera que el Laboratorio designó oficialmente al LANSCE como instalación para su uso.
Se han producido varios eventos clave que fomentaron el crecimiento de los programas de usuarios en el LANSCE. Desde 1968 hasta 1995, la Oficina de Investigación Energética del DOE financió el LAMPF como una instalación para usuarios de física de energía media y en 1972 se incorporó un grupo de usuarios. Aproximadamente a partir de 1977, la Oficina de Ciencias Energéticas Básicas ha proporcionado financiación para una nueva área experimental completada en 1990, incluido el espacio para oficinas, el Centro de Dispersión de Neutrones de Los Álamos (más tarde el Centro Científico de Neutrones de Los Álamos) se convirtió en una Instalación de Servicio Nacional Designada. En 2011, este estatus se amplió a WNR y a la instalación de un equipo de radiografía de protones.

## Instalaciones
Los usuarios realizan investigaciones en cinco instalaciones proporcionadas por el LANSCE:

### Instalación de producción de isótopos
La Instalación de Producción de Isótopos (IPF) produce una amplia gama de isótopos radiactivos para aplicaciones médicas, medioambientales, industriales y de investigación utilizando el haz de protones de 100 MeV disponible en la primera parte del acelerador.

### Centro de Dispersión de Neutrones de Luján
El Centro de Dispersión de Neutrones de Luján (Centro Luján) emplea una fuente de neutrones por espalación pulsada equipada con espectrómetros de tiempo de vuelo para estudios de dispersión de neutrones, una técnica muy poderosa para sondear la estructura y la dinámica microscópicas, que se utiliza en ciencia de materiales, ingeniería, física de la materia condensada, química, biología y geología.

### Instalación de radiografía de protones
La Instalación de Radiografía de Protones (pRad) utiliza protones de 800 MeV proporcionados por la instalación del acelerador del LANSCE para investigar experimentos dinámicos en apoyo de los programas nacionales e internacionales de ciencia de armas y administración de arsenales.

### Neutrones ultrafríos
Los investigadores que trabajan en el LANSCE y otras ocho instituciones miembros de una colaboración internacional han construido la fuente de neutrones ultrafríos (es decir, muy lentos) más intensa del mundo. Los experimentos asociados pueden responder a preguntas sobre las constantes fundamentales de la naturaleza y contribuir a la búsqueda de nuevas partículas.

### Centro de investigación de neutrones en armamento
El Centro de Investigación de Neutrones en Armamento (WNR) proporciona haces de neutrones y protones para investigaciones básicas, aplicadas y relacionadas con la defensa. En Target 4 (una fuente de espalación de tungsteno no moderada) se producen haces de neutrones con energías que van desde aproximadamente 0,1 MeV hasta más de 600 MeV utilizando el haz de protones de 800 MeV del acelerador lineal del LANSCE. En el área Target-2, las muestras pueden exponerse al haz directo de protones de 800 MeV.

## Programa de usuarios
Un número importante de estudiantes e investigadores postdoctorales que se familiarizan con el Laboratorio a través de sus experiencias en el LANSCE pasan a formar parte de la plantilla permanente, incorporándose a diferentes organizaciones técnicas.

### Datos de la participación de usuarios
Los datos de participantes del Programa de Usuarios registra las visitas de los usuarios y de los usuarios únicos. Las visitas de los usuarios son el número total de visitas de todos los usuarios. El balance de usuarios únicos se realiza contando a cada usuario solo una vez: la primera vez que acude al LANSCE a lo largo de un año de calendario. El segmento más grande de usuarios únicos del Centro Luján provino de la comunidad académica, mientras que los usuarios del WNR provienen de laboratorios académicos, industriales y nacionales. La mayoría de los usuarios del
WNR provienen de empresas que producen o utilizan industrialmente dispositivos semiconductores. La industria de los semiconductores confía en las capacidades únicas del WNR para probar la resistencia de su última generación de chips a las perturbaciones inducidas por neutrones energéticos, una comprobación importante debido a la presencia natural de neutrones de alta energía generados por los rayos cósmicos.